# 자본주의 이행 논쟁
자본주의 이행 논쟁(The Transition from Feudalism to Capitalism) 또는 돕 - 스위지 논쟁(Dobb-Sweezy Debate)은 영국의 경제사가 모리스 돕(1900년 9월 3일 ~ 1976년)이 1946년 《자본주의 발전연구》(Studies in the Development of Capitalism)라는 논문을 발표하자, 미국의 폴 스위지(1910년 4월 10일 ~ 2004년 2월 27일)가 비판과 반론을 제기하고 다시 돕이 스위지의 비판에 반박하면서 촉발된 논쟁이다. 이 논쟁은 두 사람 외에도 크리스토퍼 힐, 로드니 힐튼, 다까하시 고하지로 등이 참여하여 국제적인 논쟁으로 발전했다.
이 논쟁의 핵심은 서양에서 봉건체제 하의 중세 유럽이 어떻게 자본주의 국가로 발전했는가에 대한 문제였다. 앙리 삐렌느의 상업화론(중세말 상업의 부활이 자본주의를 발전시켰다는 이론이다)에 대해 돕이 문제를 제기한 것에서 출발했다. 이 논쟁은 돕의 우세승으로 결론이 난 듯했지만, 아직 재론의 여지는 있다.

## 이행 논쟁의 재발
1976년, 로버트 브레너가 《전산업 시대 유럽의 농업계급구조와 경제발전》라는 논문을 발표하면서 촉발된 2차 이행 논쟁은 브레너 논쟁이라 불린다. 이 논쟁 또한 이행을 주제로 하고 있으며 돕 - 스위지 논쟁의 주제와도 밀접한 관련이 있다.

## 같이 보기
- 모리스 돕
- 폴 스위지
- 로버트 브레너
- 크리스토퍼 힐
- 로드니 힐튼
- 다까하시 고하지로
- 브레너 논쟁
- 《자본주의 발전연구》